# 勇敢號裝甲列車
勇敢是第二次世界大戰時波蘭的裝甲列車。1930年代波蘭共有10輛裝甲列車，其裝備裝甲列車的數量位居世界第2位，僅次於蘇聯。「Śmiały」是波蘭語「勇敢」的意思。這列裝甲列車曾經先後為奧地利、波蘭、蘇聯和德國四國使用。

## 歷史
1918年波蘭軍從奧地利軍中俘獲一輛裝甲列車，波蘭軍把它改名為勇敢號（Śmiały），並投入對烏克蘭的戰爭中。1939年9月1日，德軍入侵波蘭，勇敢號在西里西亞近郊與德軍第4裝甲師交戰，並擊破德軍40台戰車。但勇敢號卻於1939年9月22日在利維夫被蘇聯軍虜獲。1941年7月7日又被德軍從蘇聯軍手中虜獲。

## 編组
1. 警戒車
2. 戰車搭載貨車
3. 砲車
4. 指揮車
5. 装甲機車
6. 兵員輸送車
7. 砲車
8. 戰車搭載貨車
9. 警戒車

## 装備
- 100毫米列車炮2門
- 75毫米列車炮2門
- 各型機槍22挺
- 雷諾FT-17輕型戰車2台
- TKS小戰車2台
- 兵員170名